# Robert Macon
Pour les articles homonymes, voir Macon.
Robert Chauncey Macon (12 juillet 1890 – 20 octobre 1980) est un général de l'armée américaine durant la Seconde Guerre mondiale.
Alors colonel, il participe au débarquement en Afrique du Nord en novembre 1942 à la tête du 7e régiment d'infanterie rattaché à la 3e division d'infanterie et à l'occupation du Maroc qui suivit. En février 1943, il est nommé brigadier-général et en avril commandant en second de la 83e division d'infanterie. Il remplace Frank W. Milburn à la tête de celle-ci en janvier 1944 et est promu major-général le 1er juin.
Il commande la 83e division pendant la bataille de Normandie, dont l'opération Cobra, et la percée sur Avranches. Il participe à la libération de Saint-Malo en août 1944 puis avance le long de la vallée de la Loire. Il reçoit à Issoudun le 10 septembre 1944 l'acte de reddition des 18 000 soldats allemands de la colonne Elster, qui déposent leurs armes à Beaugency le 13 septembre. Sa division combat ensuite en Lorraine et au Luxembourg et lors de la bataille des Ardennes. En 1945, elle avance en Allemagne, faisant la jonction avec les troupes soviétiques sur l'Elbe en avril 1944.
Commandant sa division jusqu'en 1946, il est ensuite attaché militaire à Moscou jusqu'en 1948, puis commandant-adjoint des forces de terrain de l'US Army jusqu'à sa retraite en 1952.

## Source
- (en) Cet article est partiellement ou en totalité issu de l’article de Wikipédia en anglais intitulé « Robert C. Macon » (voir la liste des auteurs).